# Somatochlora walshii
Somatochlora walshii är en trollsländeart som först beskrevs av Samuel Hubbard Scudder 1866.  Somatochlora walshii ingår i släktet glanstrollsländor, och familjen skimmertrollsländor. Inga underarter finns listade i Catalogue of Life.

## Bildgalleri

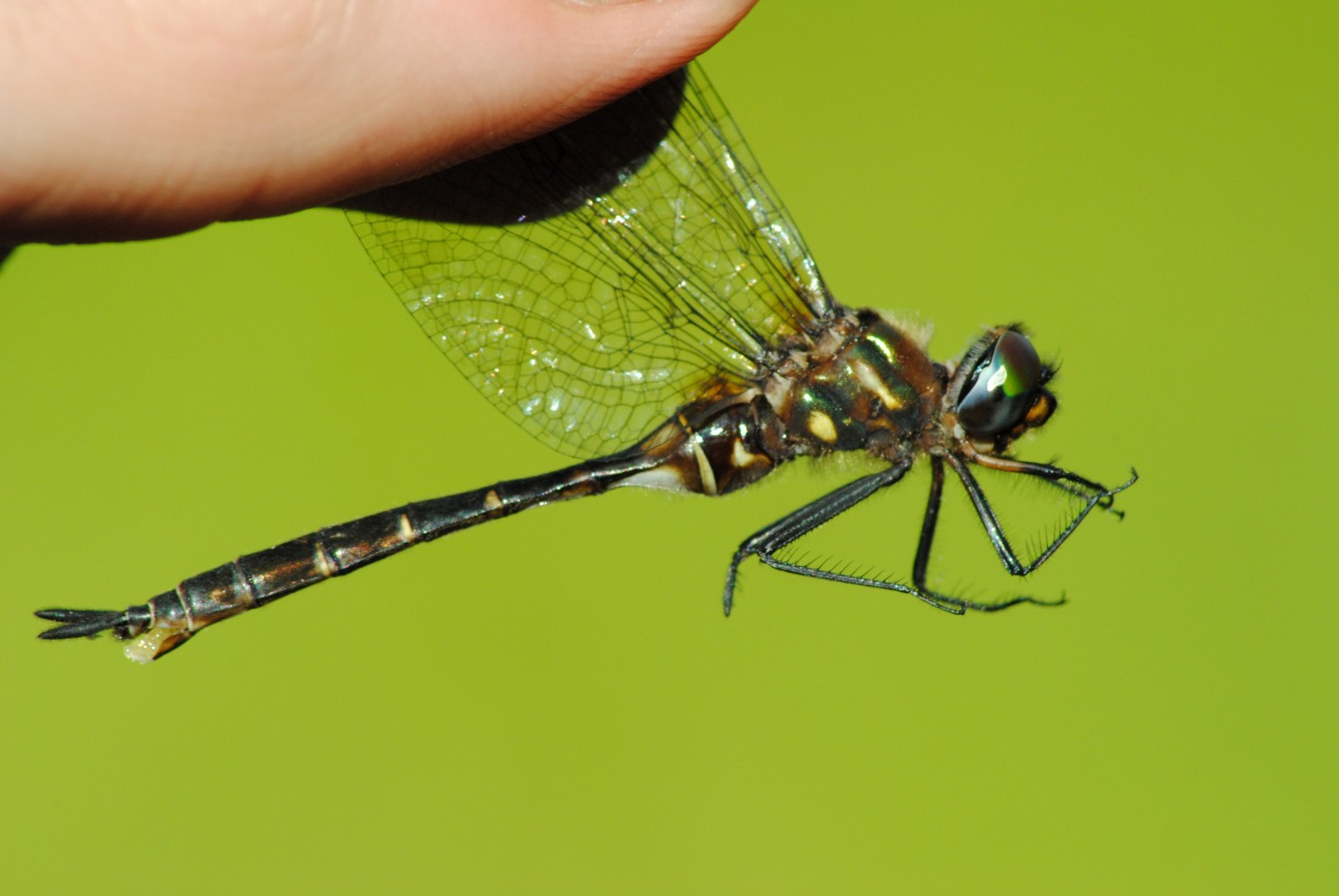